# جنگ سوسفید
جنگ سوسفید جنگی بود که در سال ۱۵۸۵ میلادی و بین مرشدقلی خان استاجلو و علی‌قلی بیگ گورکان شاملو (سرداران و حامیان سلطنت عباس میرزا بعداً شاه عباس یکم در مقابل سلطنت شاه محمد خدابنده) روی داد و در آن علی‌قلی بیگ گورکان شاملو شکست خورده و با اتحاد موقت و پشیمان‌بارش با ازبک‌ها، مقدمات جنگ ایران با ازبک‌ها (۱۵۸۸-۱۵۸۹) را که منجر به قتل و شکست علی‌قلی بیگ گورکان شاملو می‌گردد را فراهم می‌کند.
پس از قبول خلع محمد خدابنده از سلطنت در رقابت با سلطنت پسرش شاه عباس یکم، موضوع مهمی بین علی‌قلی بیگ گورکان شاملو و مرشدقلی خان استاجلو (رهبر استاجلوها) بر سر شاهزاده عباس پیش آمد. در سال ۱۵۸۵ مرشدقلی خان مشهد را تصرف کرد. علی‌قلی بیگ گورکان شاملو با فرستادن لشکری پاسخش را داد. وقتی دو سپاه به هم رسیدند، مرشد قلی خان موفق شد شاهزاده عباس را از میدان جنگ برباید و به مشهد ببرد. علی‌قلی بیگ گورکان شاملو، پس از ناکامی در وادار کردن مرشدقلی خان استاجلو به آزادی عباس میرزا، با ناراحتی و احساس پشیمانی تصمیم گرفت به هرات بازگردد.
عباس میرزا (شاه عباس) در هرات تحت للگی علی‌قلی بیگ گورکان شاملو و قبیله شاملو بزرگ شده بود. نزاع لَلِه (تلفظ:lale) (سرپرست) او و مرشدقلی خان استاجلو در نهایت منجر به افتادن شاه عباس نوجوان به دست مرشدقلی خان استاجلو شد، اما عباس میرزا از این تصور که مرشدقلی خان استاجلو سرپرست او باشد یا در میان قبیله استاجلو زندگی کند، بیزار بود. با این حال، او هیچ کاری نمی‌توانست بکند جز اینکه در این موقعیت صبور و تسلیم باشد. برخی از کسانی که از خراسان عباس را همراهی کرده بودند، از ضدیت او با مرشدقلی خان استاجلو آگاهی داشتند و از قدرت روزافزون مرشدقلی خان استاجلو بیزاری می‌کردند.